# Business coaching
Business coaching è un processo professionale orientato a supportare imprenditori, manager, dirigenti e team aziendali nello sviluppo delle proprie capacità, nella gestione delle sfide lavorative e nel raggiungimento di obiettivi strategici. Integra strumenti derivati dal coaching, dalla comunicazione efficace e dalla consulenza organizzativa, adattandosi ai contesti aziendali per migliorare il rendimento, la leadership e la visione d’impresa.

## Origini e diffusione
Il business coaching si è sviluppato negli anni 1980, inizialmente negli Stati Uniti e nel Regno Unito, come evoluzione del life coaching e del mentoring aziendale. La crescente complessità dei mercati globali, unita all’interesse per lo sviluppo delle soft skill e della leadership trasformativa, ha contribuito alla sua diffusione in Europa, Asia e America Latina.

## Obiettivi e ambiti di intervento
Il business coaching si applica a diversi livelli aziendali e può essere individuale (rivolto a manager, CEO, imprenditori), di team o sistemico (esteso a intere organizzazioni). Gli obiettivi principali includono:
- miglioramento della leadership e del processo decisionale;
- sviluppo delle competenze relazionali e comunicative;
- gestione del cambiamento e dell’innovazione;
- supporto nei passaggi generazionali;
- rafforzamento della cultura aziendale e del benessere organizzativo.

## Metodo e strumenti
A differenza della consulenza tradizionale, il business coaching non propone soluzioni predefinite, ma stimola l’autonomia del coachee attraverso domande esplorative, feedback strutturati, esercizi di consapevolezza e pratiche trasformative. I metodi utilizzati possono includere:
- Programmazione neurolinguistica (PNL)
- Intelligenza emotiva
- Psicologia del lavoro e delle organizzazioni
- Mindfulness
- Approcci sistemici (es. modello GROW, coaching ontologico, metodo SFERA)

## Riconoscimento professionale
Il business coaching è riconosciuto a livello deontologico, ma non è sempre regolamentato giuridicamente. Le principali associazioni internazionali che definiscono standard professionali e rilasciano certificazioni includono:
- International Coaching Federation (ICF)
- Association for Coaching (AC)
- European Mentoring and Coaching Council